# Антилопа блакитна
Шаблеріг блакитний (лат. Hippotragus leucophaeus) — вимерлий африканський вид порожнистогорих (Bovidae), відносився до підродини Шаблерогові. Шаблеріг блакитний був колись поширений у Південній Африці, однак був повністю винищений. Назва цієї тварини дало блакитнувате відсвічування сірої шерсті.
Ареал розповсюдження обмежувався прибережним регіоном південного заходу ПАР. Тут у XVIII столітті оселилися білі колоністи, які за кілька років винищили шаблерога блакитного в результаті розважальних полювань. Проте ймовірно, що внаслідок зміни рослинності регіону чисельність цього виду впала ще до прибуття європейців. Останній екземпляр був убитий у 1799 або 1800 році. Чотири збережених опудала знаходяться сьогодні в Стокгольмі, Парижі, Відні і Лейдені.
Іноді шаблеріг блакитний класифікують як підвид Hippotragus equinus, однак у більшій частині випадків виділяється в окремий вид. Англійська назва тварини, Bluebuck іноді застосовується і для нільгау.